# Zelotes turanicus
Zelotes turanicus este o specie de păianjeni din genul Zelotes, familia Gnaphosidae, descrisă de Charitonov, 1946.
Este endemică în Uzbekistan. Conform Catalogue of Life specia Zelotes turanicus nu are subspecii cunoscute.